# Ratpenat llengut de Wercklea
El ratpenat llengut de Wercklea (Anoura cultrata) és una espècie de ratpenat que viu a Costa Rica, Panamà, Veneçuela, Colòmbia, l'Equador, el Perú i Bolívia.